# Garner (Iowa)
 For alternative betydninger, se Garner. (Se også artikler, som begynder med Garner)
Garner er en amerikansk by og administrativt centrum i det amerikanske county Hancock County, i staten Iowa. I 2000 havde byen et indbyggertal på 2.922.

## Ekstern henvisning
- Garners hjemmeside (engelsk)

43°5′53″N 93°36′15″V / 43.09806°N 93.60417°V